# قوزلوی علیا (شاهین‌دژ)
قوزلوی علیا (شاهین‌دژ)، روستایی از توابع بخش کشاورز شهرستان شاهین‌دژ در استان آذربایجان غربی ایران است اما این روستا سوغاتی ندارد اما به گفته روستایان این روستا  سوغات های زرشک ، گردو است.

## جمعیت
این روستا در دهستان چهاردولی قرار دارد و براساس سرشماری مرکز آمار ایران در سال ۱۳۸۵، جمعیت آن ۲۳۶ نفر (۴۲ خانوار) بوده‌است.